# Attilio Marchesi
Attilio Marchesi (Milano, 19 novembre 1893 – ...) è stato un calciatore italiano, di ruolo attaccante.

## Carriera

### Giocatore
Prende parte a due stagioni in rossonero, nella prima scende in campo otto volte e realizza sette reti, nella seconda solamente una presenza.
Esordisce col Milan il 14 dicembre 1913 in Nazionale Lombardia-Milan 1-5 realizzando una doppietta.